# 동운역
동운역(Dongun station, 東雲驛)은 대한민국 전라남도 순천시 서면 동산리에 있는 전라선의 철도역이다.

## 연혁
- 1941년 4월 16일 : 역원배치간이역 등급으로 임촌역(林村驛) 영업 개시
- 1969년 8월 1일 : 역원무배치간이역으로 격하
- 1972년 12월 1일 : 보통역으로 승격
- 1976년 7월 10일 : 화물 취급 중지
- 1999년 2월 25일 : 전라선 복선 전철화 구간 이설로 신역사 이전과 동시에 동운역으로 역명 변경[1]
- 2004년 7월 15일 : 여객 취급 중지
- 2004년 12월 10일 : 무배치간이역으로 격하[2] 및 철도승차권 단말기 철거